# البوسننة

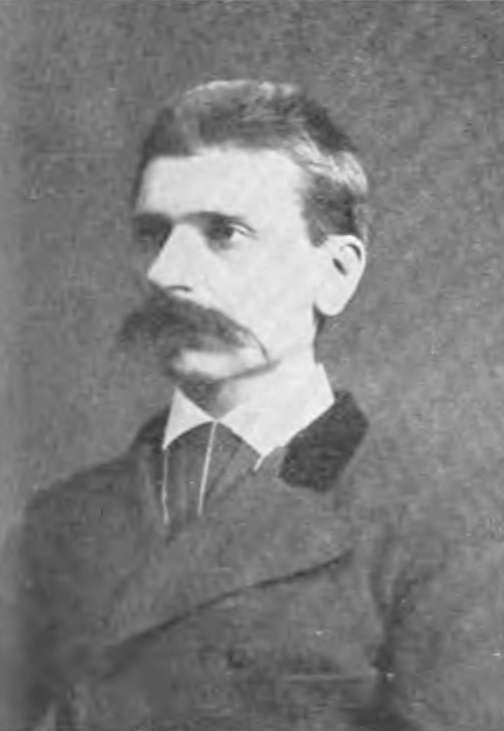
هير فون كالاي (وزير المالية، النمسا-المجر)

البوسننة تعني عملية الاستيعاب العرقي والثقافي للأفراد أو الجماعات من غير البوسنيين في المجموعة العرقية الثقافية البوسنية. تاريخيا كانت البوسننة موجهة بشكل رئيسي نحو بعض الجماعات السلافية الجنوبية الأخرى مثل المسلمين في يوغوسلافيا السابقة. معظم البوسنيين في الوقت الحاضر هم من المسلمين السنة.

## التاريخ
بدأت هذه العملية في البوسنة والهرسك في الأصل خلال فترة إدارة الإمبراطورية النمساوية المجرية (1878-1918) عندما صُممت المشاريع السياسية الأولى لإنشاء دولة «بوسنية» متكاملة ثم دولة «بوسنية» خاصة. أثبت مشروع «بوسني» متكامل أنه غير قابل للتحقيق حتى خلال الإدارة النمساوية المجرية حيث لم يبد الصرب البوسنيون فحسب بل أيضا الكروات البوسنيون مقاومة حازمة لإنشاء دولة «بوسنية» متكاملة. لذلك تم تحويل التركيز إلى مشروع «بوسني» خاص وحصل على موطئ قدم معين عند حاكم البوسنة والهرسك. الدور الرئيسي في تصميم وتنفيذ هذه المشاريع لعبه الوزير النمساوي المجري بنيامين كالاي الذي كان مسؤول عن البوسنة والهرسك في الفترة من 1882 إلى 1903.
كموطئ قدم للتكوين العرقي والتاريخ البوسني تم اختراع البوغوميلية والأصل غير السلافي. ثم بعد التأثير المباشر للغزو العثماني فُرضت هوية ثقافية (من خلال عملية الأسلمة). أعطى هذا التعبير النهائي عن الخصوصية البوسنية مما أدى إلى اعتماد الإسلام بأنه العقيدة الدينية للعرق البوسني. تم استئناف مشروع البوسننة في وقت تفكك يوغوسلافيا عندما قرر مسلمو يوغوسلافيا إعادة تسمية أنفسهم بحسب العرق وهو «البوشناق». أثرت هذه العملية في البداية على جزء كبير من البوسنة والهرسك ثم امتدت إلى شمال شرق الجبل الأسود وجنوب غرب صربيا.
كثيرا ما تجلى البوشناق من خلال البرامج الثقافية والتعليمية. في عام 1996 لاحظ المجلس الأطلسي للولايات المتحدة أن «غير المسلمين في سراييفو وتوزلا ومناطق أخرى خاضعة لسيطرة البوشناق يشعرون بشكل متزايد بالغربة في مجتمعاتهم نتيجة لمجموعة واسعة من القرارات الحكومية للبوسننة في المناهج المدرسية».

### السنجق
السنجق منطقة متنوعة عرقيا للغاية. أعلن معظم المسلمين أنفسهم مسلمين عرقيا في تعداد عام 1991. لكن بحلول تعداد 2002-2003 أعلن معظمهم أنهم من البوشناق. لا تزال هناك أقلية كبيرة تُعرف ببساطة على أنها مسلمة (حسب العرق).
كان النصف الثاني من القرن التاسع عشر مهما للغاية من حيث تشكيل الوضع العرقي والسياسي الحالي في السنجق. دعمت الإمبراطورية النمساوية المجرية انفصال السنجق عن الإمبراطورية العثمانية أو على الأقل استقلالها داخليا. كان السبب هو منع صربيا والجبل الأسود من التوحيد والسماح لمزيد من التوسع النمساوي المجري في البلقان. وفقا لهذه الخطط كان يُنظر إلى السنجق على أنها جزء من البوسنة والهرسك بينما لعب سكانها المسلمون دور مهم في إعطاء النمساويين المجريين ذريعة لحماية الأقلية المسلمة من الصرب المسيحيين الأرثوذكس.
كان هناك عدد أكبر من الألبان في السنجق في الماضي ولكن بسبب عوامل مختلفة مثل الهجرة والاندماج والاختلاط يُعرف الكثيرون بأنهم بوسنيون بدلا من ذلك.
الإصرار على فرض البوسننة ونشر مشروع بوسني خارج البوسنة أدى إلى اندلاع الجدل من جانب المسلمين اليوغوسلاف في المقام الأول في صربيا والجبل الأسود. في معرض معارضته لفرض البوسننة أكد رئيس ماتيكا المسلم في الجبل الأسود الدكتور أفدول كوربيوفيتش صراحة في عام 2014 أن «برنامج الاستيعاب الإسلامي القومي للبوسننة» يستند بالضبط إلى الإعلان الإسلامي لعلي عزت بيغوفيتش.

### بيستر
هاجر بعض أعضاء شكريلي وكلمندي بدءا من عام 1700 تقريبا إلى منطقتي بيستر والسنجق السفليتين. كان زعيم كلمندي قد اعتنق الإسلام ووعد بتحويل شعبه إلى الإسلام. أعيد توطين ما مجموعه 251 أسرة من كلمندي (1,987 شخص) في منطقة بيستر في تلك المناسبة ولكن بعد خمس سنوات تمكن جزء من كلمندي المنفيون من القتال في طريق العودة إلى وطنهم وفي عام 1711 أرسلوا قوة مداهمة كبيرة لإعادة البعض الآخر من بيستر أيضا. تحول كل من كلمندي وشكريلي المتبقين إلى الإسلام وأصبحوا من السلافوفونيين بحلول القرن العشرين واعتبارا من اليوم يعرّفون أنفسهم على أنهم جزء من العرق البوسني على الرغم من أنهم استخدموا جزئيا اللغة الألبانية في هضبة بيستر حتى منتصف القرن العشرين. لا تزال هناك بعض القرى الألبانية في منطقة بيستر: أوغاو وبوروشتكا ودوليتش وغراداك. عوامل مثل بعض الزيجات المختلطة التي قام بها جيلين مع السكان البوشناق (المسلمين) المحيطين جنبا إلى جنب مع الظروف الصعبة للحروب اليوغوسلافية (التسعينيات) جعلت الألبان المحليين يختارون الإشارة إلى أنفسهم في التعدادات باسم البوسنيين. لا يزال كبار السن في القرى يتمتعون بدرجة من الطلاقة في اللغة.

### غوسيني وبلاف
تُظهر اللهجة السلافية لغوسيني وبلاف (التي تُعتبر أحيانا جزءا من السنجق) تأثيرا هيكليا عاليا جدا من الألبانية. يفسر تفردها من حيث الاتصال اللغوي بين الألبانية والسلافية من خلال حقيقة أن معظم المتحدثين السلافيين في بلاف وغوسيني اليوم هم من أصل ألباني.

### غورا
كان عدد من الشعب الغوراني موضوعا للبوسننة في التاريخ الحديث.